# Eskelina
Annie Kristin Eskelina Marianne Svanstein, född i Sverige, känd enbart som Eskelina, är en svensk artist som också sjunger på franska. Svanstein flyttade 2006 från Ramdala till Frankrike och började sedermera arbeta som musiker, bosatt i Giverny. Eskelina debuterade som soloartist 2015 med albumet Le matin du pélican och utkom med ett andra album 2017, La verticale.

## Diskografi
- 2015 – Le matin du pélican
- 2017 – La verticale
- 2021 – Le sentiment est bleu